# ラ・アスンシオン

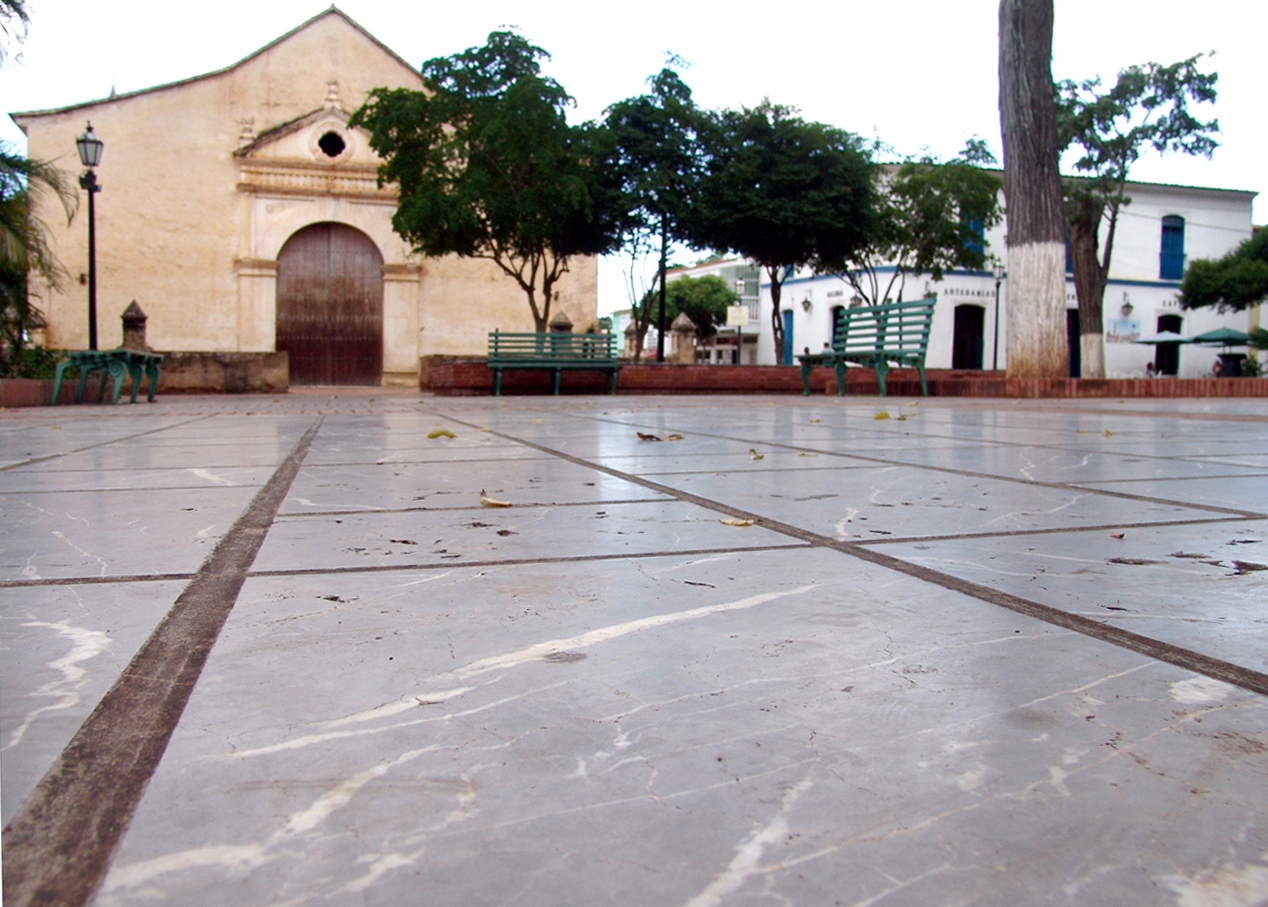
Cathedral of la Asunción

座標: 北緯11度01分39秒 西経63度51分46秒 / 北緯11.02750度 西経63.86278度
ラ・アスンシオン（西: La Asunción）は、ベネズエラの都市。ヌエバ・エスパルタ州の州都。カリブ海のマルガリータ島に位置する。
1524年のスペイン人の植民のために、多くのコロニアル様式の建物が存在する。